# Finlandia
Finlandia, op. 26, és un poema simfònic del compositor finlandès Jean Sibelius. Va ser escrit el 1899 i revisat el 1900. La peça va ser composta per a les celebracions de la premsa de 1899, una protesta encoberta contra l'augment de la censura de l'⁣Imperi Rus, i va ser l'última de set peces interpretades com a acompanyament d'un quadre que representava episodis de la Història de Finlàndia. L'estrena va ser el 2 de juliol de 1900 a Hèlsinki amb la Helsinki Philharmonic Society dirigida per Robert Kajanus. Una actuació típica triga entre 8 i 9 minuts.
La major part de la peça està pensada amb música engrescadora i convulsa, que evoca la lluita nacional del poble finlandès. Cap al final, la calma arriba a l'⁣orquestra i s'escolta l'⁣Himne de Finlàndia, serè i melòdic. Sovint citada incorrectament com una melodia popular tradicional, la secció de l'himne és de creació pròpia de Sibelius.

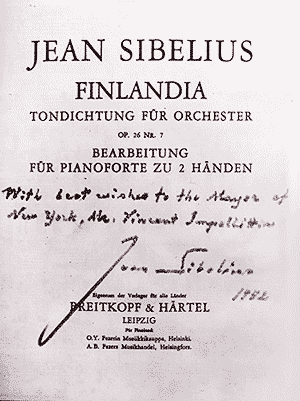
Finlandia, arranjament per a piano del compositor (1900). Còpia autografiada de 1952 per a l'alcalde de Nova York, Vincent Impellitteri

Encara que inicialment la va compondre per a orquestra, l'any 1900 Sibelius va arranjar l'obra per a piano sol.
Més tard, Sibelius va reelaborar l'Himne de Finlàndia en una peça independent. Aquest himne, amb paraules escrites l'any 1941 per Veikko Antero Koskenniemi, és una de les cançons nacionals més importants de Finlàndia. S'ha suggerit repetidament que sigui l'himne nacional oficial de Finlàndia. Avui en dia, durant les actuacions modernes de Finlandia, de vegades hi participa un cor, que canta la lletra finlandesa amb la secció de l'himne.
Amb diferents paraules, també es canta com a himne cristià (Vaig buscar el Senyor, i després vaig saber; Estigues quieta, ànima meva, Quan la memòria es va esvaint, Hail, dia de festa, a les esglésies evangèliques italianes: Veglia al mattino), i va ser l'himne nacional de l'efímer estat africà de Biafra (Terra del Sol Naixent). A Gal·les, la melodia s'utilitza per a l'himne patriòtic de Lewis Valentine , Gweddi Dros Gymru (Una pregària per a Gal·les).

## Instrumentació
El poema simfònic està escrit per a una gran orquestra, que consta del següent:
Vent fusta
2 flautes, 2 oboès, 2 clarinets en si ♭, 2 fagots
Metall
4 trompes, 3 trompetes, 3 trombons, tuba
Percussió
timbals, bombo, plats, triangle
Cordes
1r violins, 2n violins, violes, violoncels, contrabaix

## Premsa Celebracions Música
Igual que amb la Karelia Suite, la suite original de Press Celebrations Music no es va publicar originalment sota la supervisió de Sibelius, però després de gairebé 99 anys sense tocar la partitura, la suite es va reconstruir i es va publicar en dos CD diferents, el primer per l'Orquestra Filharmònica de Tampere l'any 1998, dirigida per Tuomas Ollila, i la segona per l'⁣Orquestra Simfònica de Lahti l'any 2000, dirigida per Osmo Vänskä.
Els dos últims moviments de la suite van ser reelaborats per convertir-se en Finlandia.
Els moviments originals són els següents.
- Preludi : Andante (ma non troppo)
- Taula 1: La cançó de Väinämöinen
- Taula 2: Els finlandesos són batejats pel bisbe Henry
- Taula 3: Escena de la cort del duc Johan
- Taula 4: Els finlandesos a la Guerra dels Trenta Anys
- Taula 5: La gran hostilitat
- Taula 6: Finlàndia desperta